# 岡山県道425号磯上備前線
岡山県道425号磯上備前線（おかやまけんどう425ごう いそかみびぜんせん）は、岡山県瀬戸内市から備前市に至る一般県道である。

## 概要
瀬戸内市長船町磯上と備前市浦伊部（うらいんべ）を結ぶ。

### 路線データ
- 起点：瀬戸内市長船町磯上（岡山県道381号牛文香登本線交点）
- 終点：備前市浦伊部（国道250号交点）
- 総延長：5.0 km

## 歴史
- 1973年（昭和48年）11月9日 - 岡山県告示第1,052号により認定される。
- 2004年（平成16年）11月1日 - 邑久郡の全3町（牛窓町・邑久町・長船町）が対等合併して瀬戸内市が発足したことに伴い起点の地名表記が変更される（邑久郡長船町磯上→瀬戸内市長船町磯上）。

## 路線状況

### 道路施設

#### 橋梁
- 殿土井橋（不老川、備前市）

## 地理

### 通過する自治体
- 岡山県
  - 瀬戸内市 - 備前市

### 交差する道路
| 交差する道路              | 市町村名 | 交差する場所         | 交差する場所 |
| ------------------------- | -------- | -------------------- | ------------ |
| 岡山県道381号牛文香登本線 | 瀬戸内市 | 長船町磯上           | 起点         |
| 国道250号                 | 備前市   | 浦伊部（うらいんべ） | 終点         |

### 沿線
- 伊部南大窯跡
- 備前市立備前中学校

### 峠
- 伊坂峠（瀬戸内市長船町磯上 - 備前市伊部）